# Dettelbach
Dettelbach (tyska: [ˈdɛtl̩ˌbax]
 ( lyssna)) är en stad i Landkreis Kitzingen i Regierungsbezirk Unterfranken i förbundslandet Bayern i Tyskland.

Dettelbach
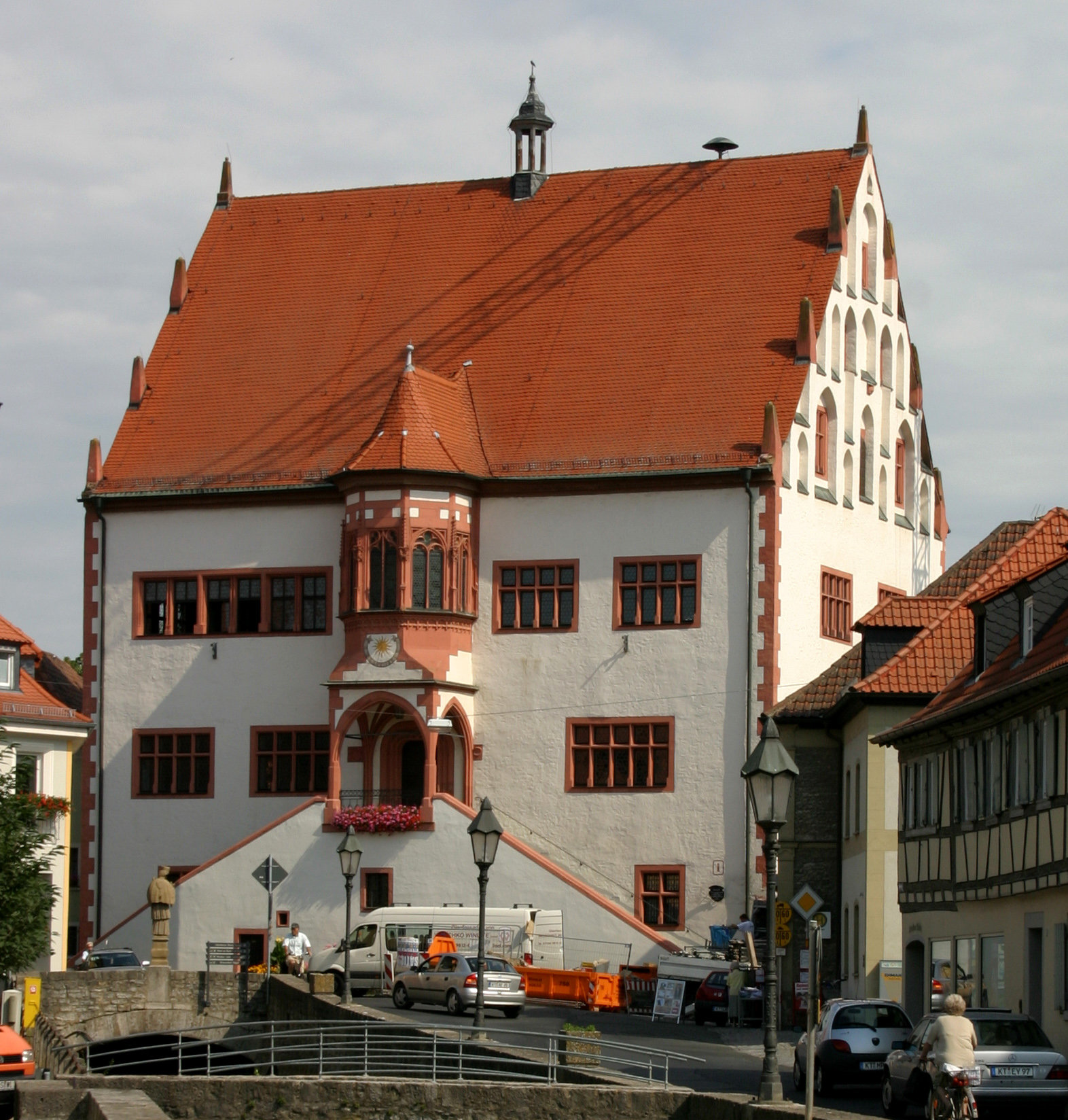
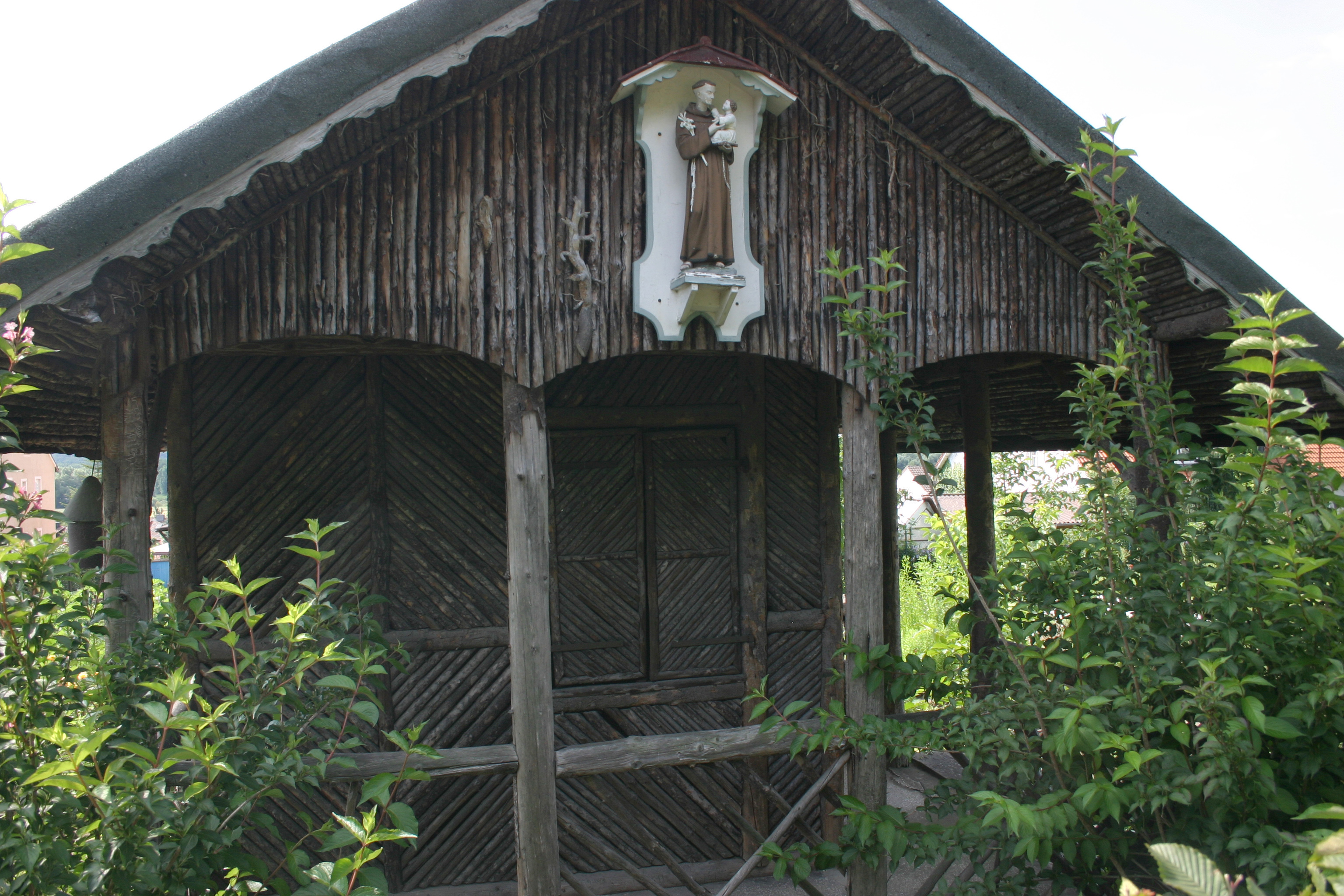
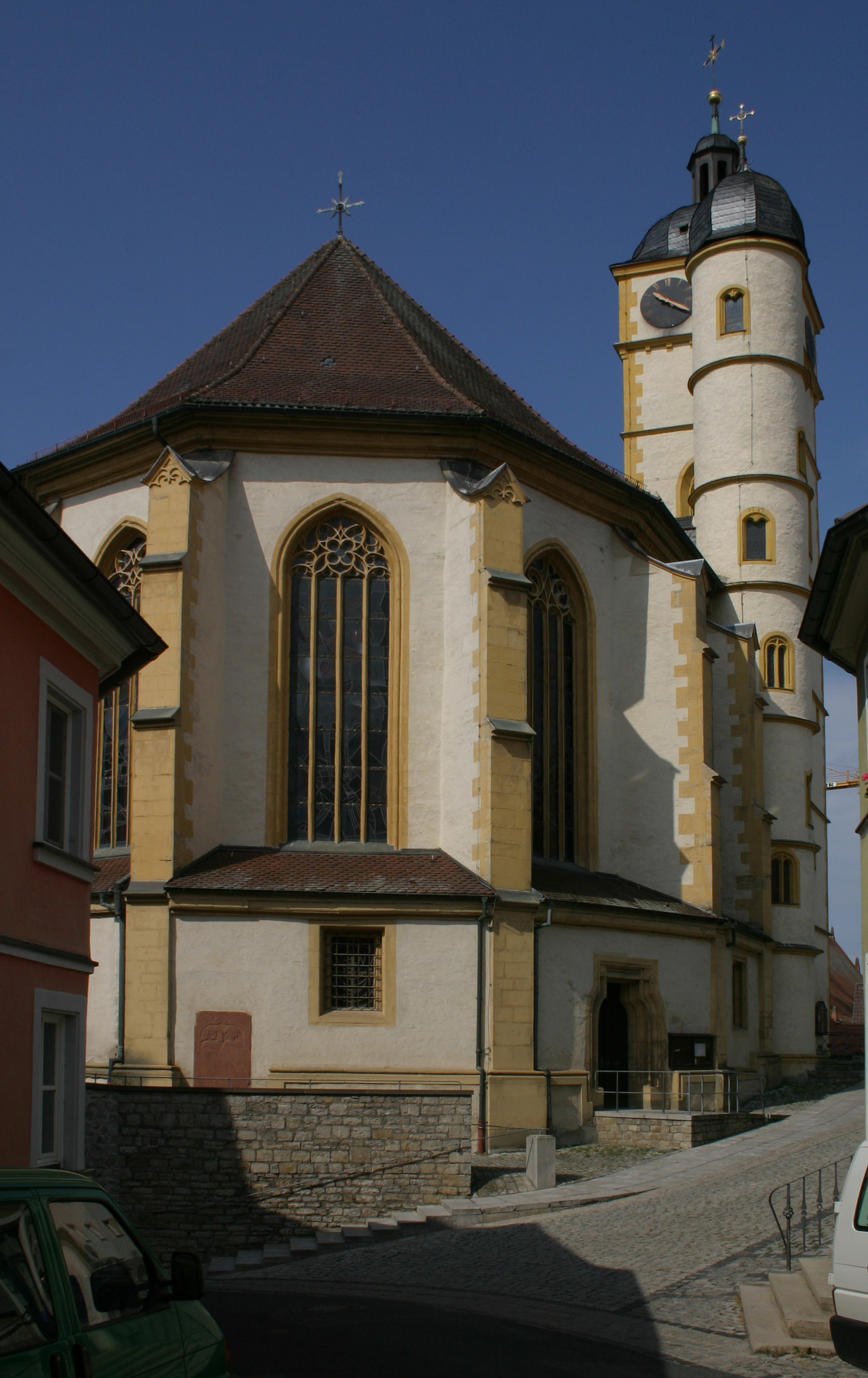
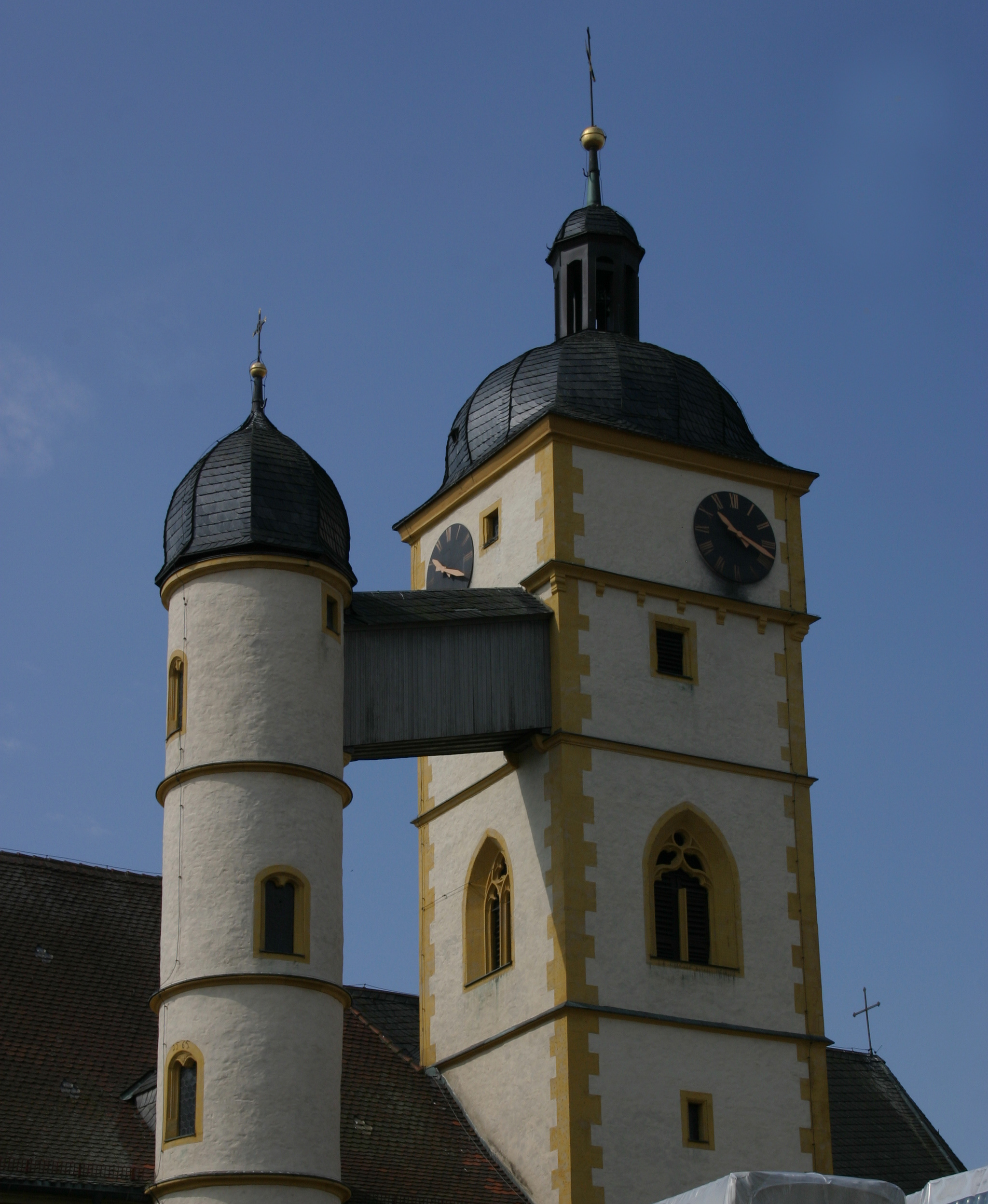
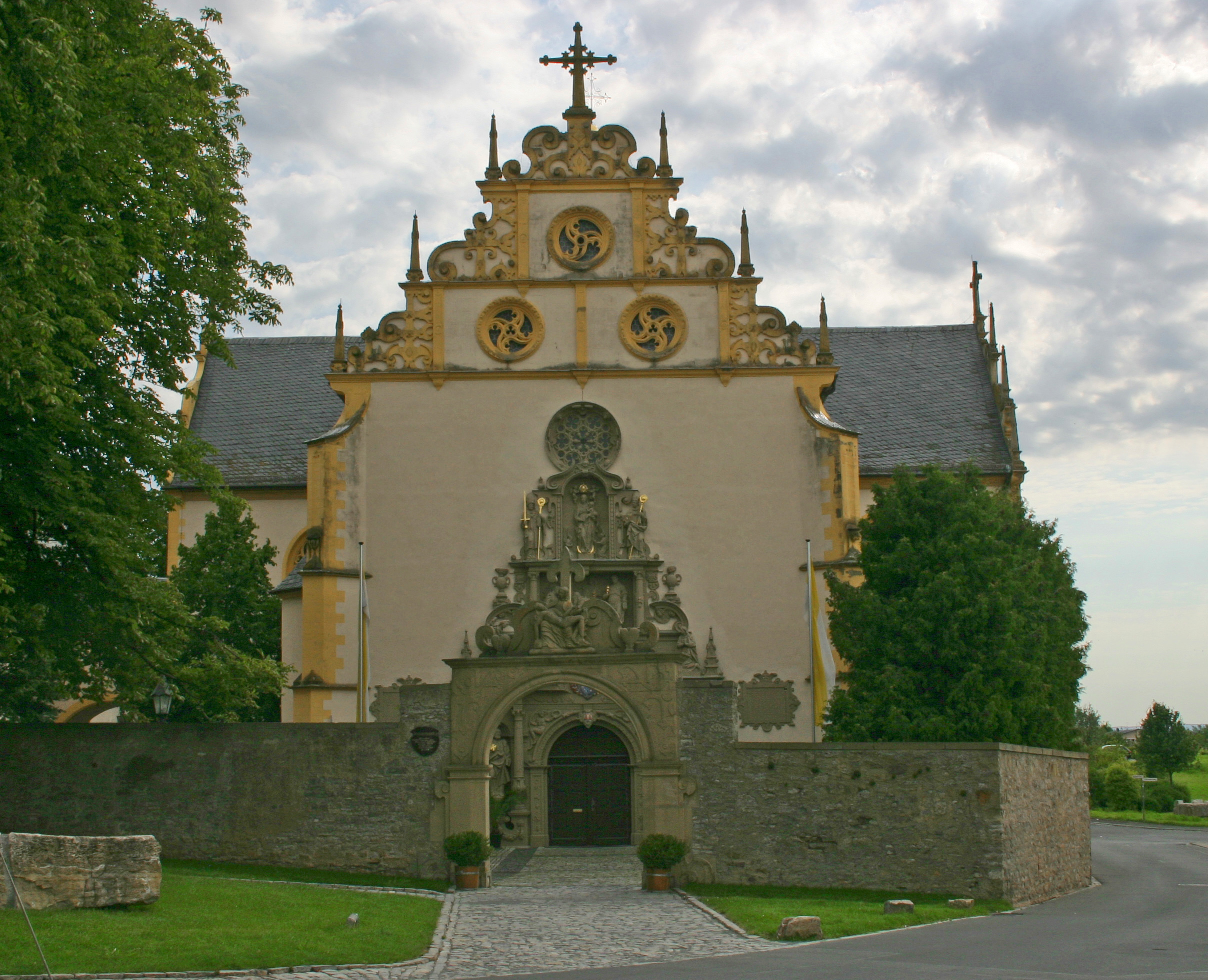
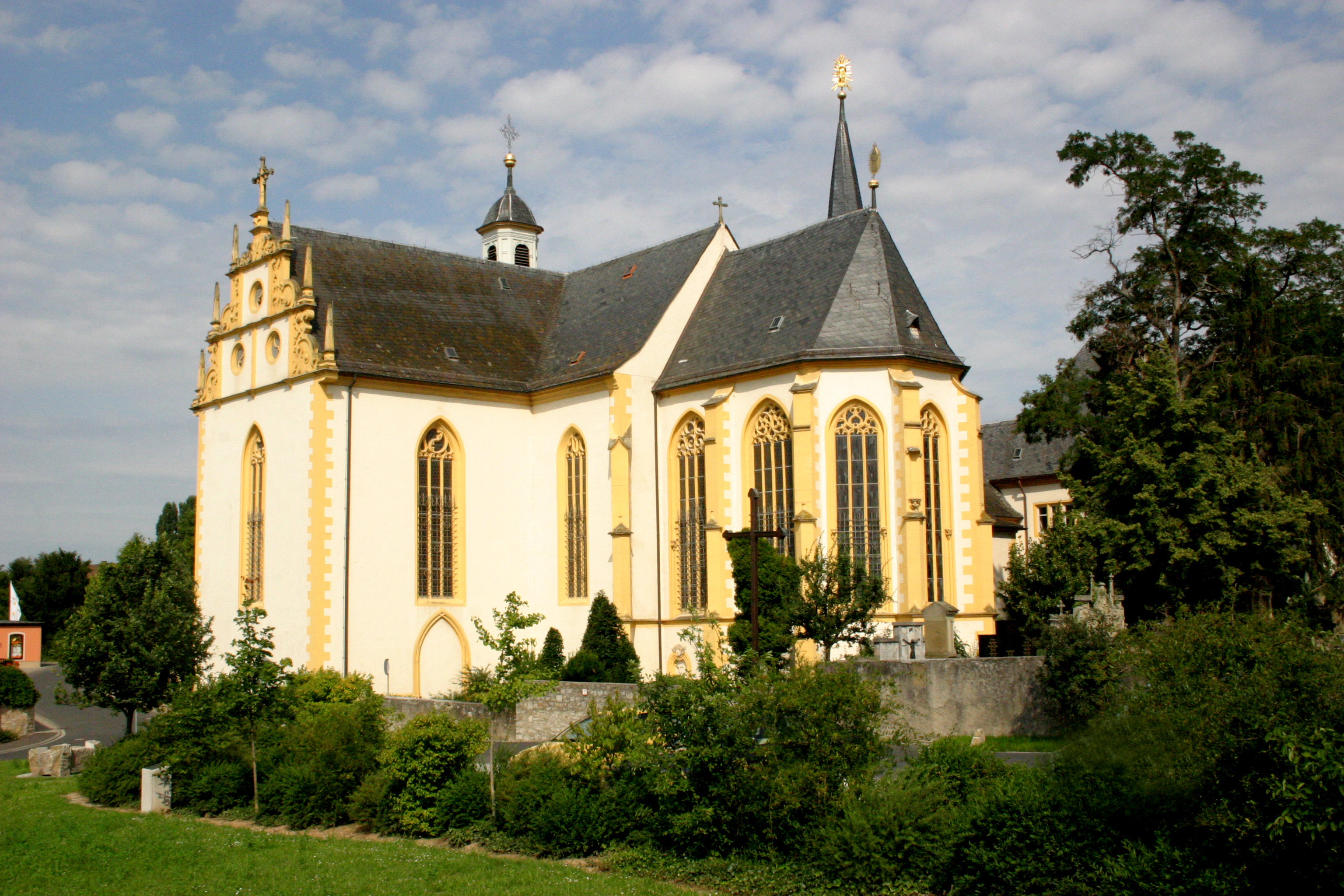
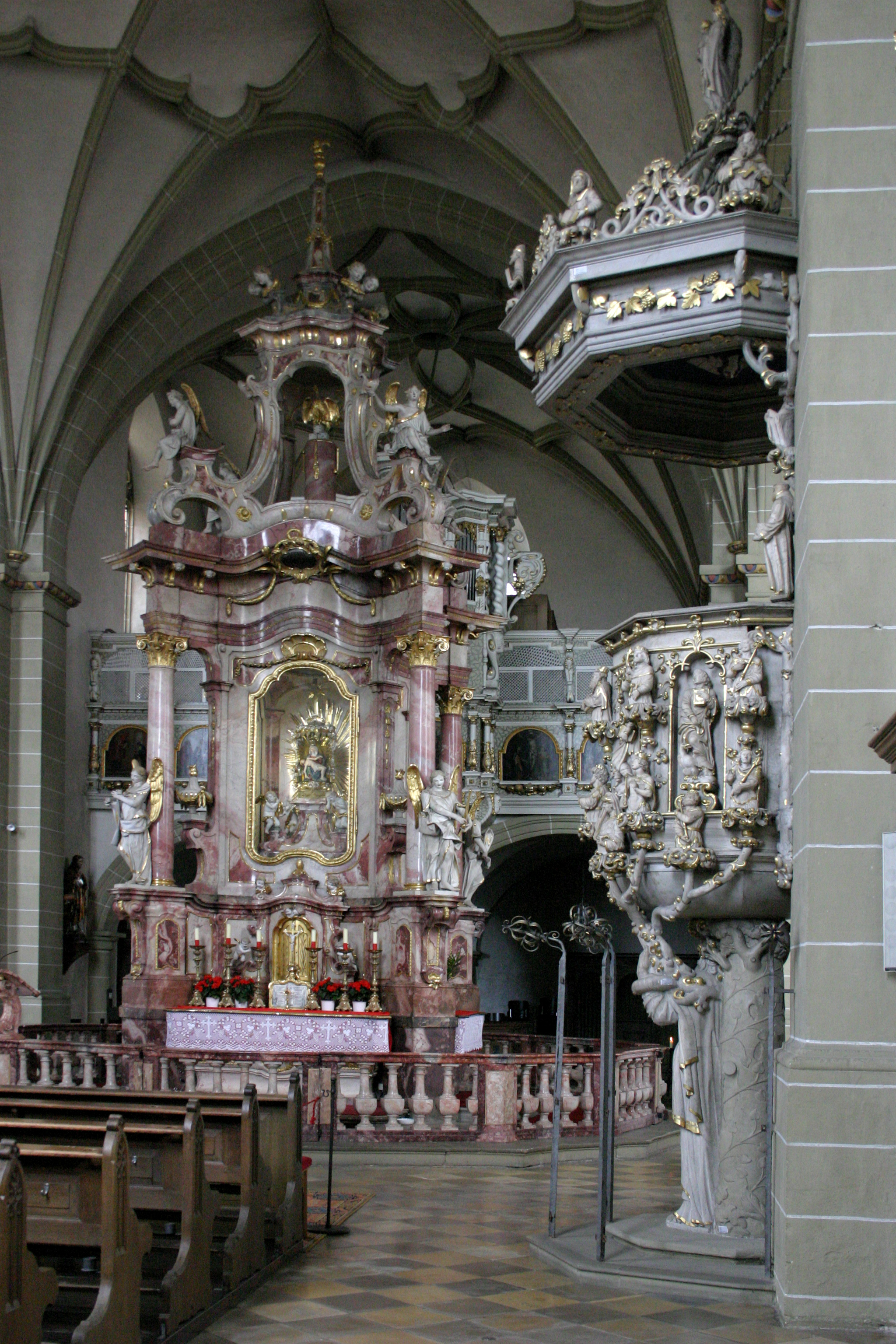
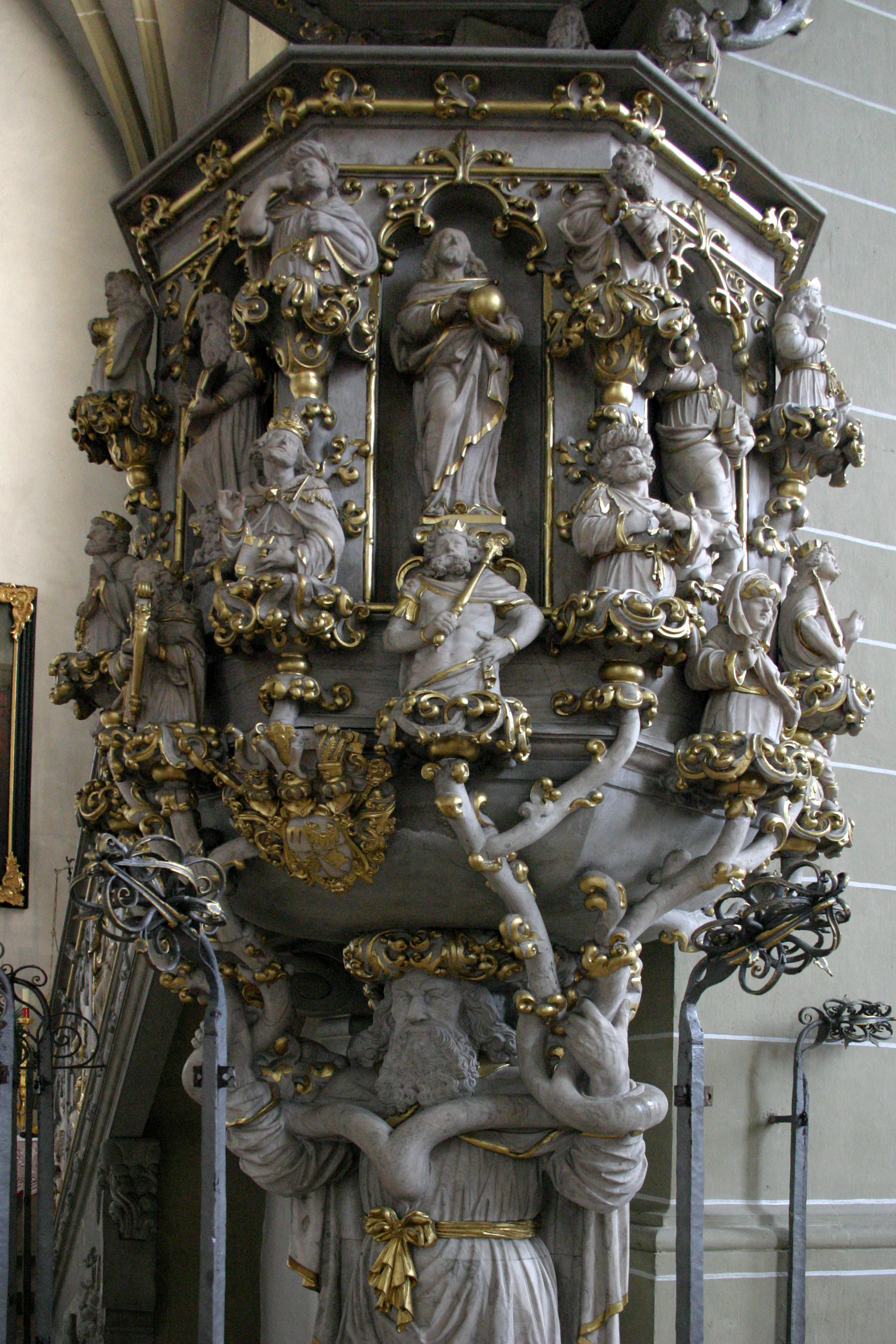